# Mándy György
Mándi Mándy György (Budapest, 1913. augusztus 19. – Debrecen, 1976. május 30.) agrobotanikus, ökológus, egyetemi tanár, a biológiai tudományok doktora (1969).

## Tanulmányai
Műszaki értelmiségi családból származott. Szülei mándi Mándy Jenő (1880–1932) gépészmérnök és csolnokosi Cholnoky Ilona (1889–1925). Középiskoláit Budapesten végezte, majd a budapesti Pázmány Péter Tudományegyetemen 1935-ben bölcsészettudományi doktorátust, 1939-ben pedig természetrajz–földrajz szakon tanári oklevelet szerzett.

## Pályája
1935-től 1944-ig a József Nádor Műszaki és Gazdaságtudományi Egyetem Növénytani Intézetében volt díjtalan gyakornok, tanársegéd, majd adjunktus. 1938 és 1940 között oktatott a közgazdaságtudományi karon is. 1944-ben nyilvános, rendkívüli tanárnak nevezték ki a Kertészeti és Szőlészeti Főiskolára. 1945-ben a főiskola beolvadt az újonnan létesített Agrártudományi Egyetembe, így egyetemi tanár lett a Kertészeti és Szőlészet Kar növénytani tanszékén, majd magántanári képesítésének elnyerése után, 1947-től ennek vezetője lett. A sztalinizálódó egyetemi tanrendszer személycseréi miatt el kellett hagynia az oktatói pályát. 1950–52-ben az érdi Dohánybeváltó Vállalatnál (később Dohánykutató Intézet) kutató biológusi állásban dolgozott, 1952–1957-ben pedig az MTA vácrátóti Botanikai Kutató Intézetében vezető lett az élettani kísérleti és ökológiai osztályon. Az Országos Növényfajtakísérleti Intézet 1954-es létrehozása után bekapcsolódott ennek munkájába is, mint szaktanácsadó. 1958–1961-ben a Délkelet-dunántúli Mezőgazdasági Kísérleti Intézetnél Iregszemcsén tudományos munkatárs volt, 1961–1970-ben pedig az Országos Agrobotanikai Intézet (Tápiószele) munkatársa, később osztályvezetője. Ilyen minőségében részt vett a Magyar Mezőgazdasági Múzeum agrobotanikai gyűjteménytárának kialakításában is.
1970-ben került vissza a katedrára, s haláláig a debreceni Agrártudományi Egyetem növénytani és növényélettani tanszékén tanszékvezető egyetemi tanárként működött.
Szerkesztette az Agrobotanika című folyóiratot és a Magyarország kultúrflórája sorozat 6. mintafüzetét.
Súlyos betegség után, 63 éves korában hunyt el.

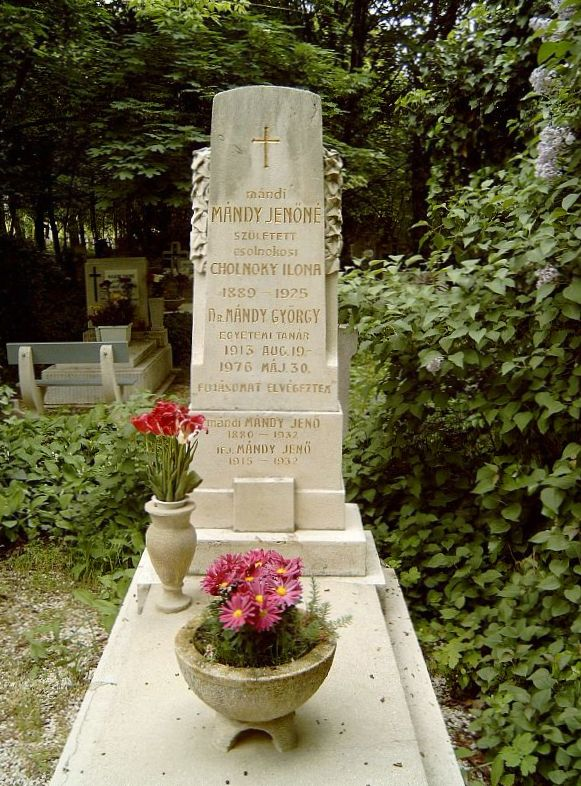
Sírja Budapesten. Új köztemető: 103/11-1-14.

## Munkássága
Az agrobotanika és a kísérleti ökológia területén ért el kiemelkedő eredményeket. Hazánkban a kultúrnövények fajtaalaktant és fajtarendszertant vizsgáló kutatásainak megalapítója és irányító művelője volt. Fiatal oktatóként írt jegyzetei és tankönyvei máig értékes segédanyagai a szakoktatásnak. Közreműködött Soó Rezső - Jávorka Sándor: Magyar Növényvilág kézikönyve I-II. kötetében a haszonnövények leírásában.
Munkájának egyik érdekes felfedezése az ún. „kis maximum jelenség”, melyet a növények csírázásélettana, vízforgalma, a levelek vízmegtartó képességének vizsgálata közben észlelt.
Kidolgozta a termesztett növények fenoökológiai kísérletének módszerét, mely lehetővé teszi a táji gazdálkodás számára a legmegfelelőbb fajták kiválasztását. 1969-ben akadémiai doktori értekezését e témában védte meg.
Részt vett (először szerkesztői megbízással) a „Magyarország kultúrflórája” című, az MTA Agrártudományi osztálya által megindított sorozat munkáiban. 1959. évi megvalósulása idején már nem került be a szerkesztő bizottságba.
1990-ben posztumusz Széchenyi-díjjal tüntették ki a növénytan területén végzett kimagasló tankönyvírói tevékenységéért, és a növényi rendszertan területén bevezetett új szemléletéért, amellyel nagyban hozzájárult a sikeres hazai növénynemesítés megalapozásához.

## Művei
Mintegy 550 publikációja, 24 egyetemi tankönyve, ill. jegyzete jelent meg.

### Önálló könyvek
- Növénynemesítéstan (Budapest, 1939)
- Növényrendszertani jegyzet (Budapest, 1939)
- A magyar mezőgazdaság szakoktatásának és közigazgatási rendjének tervszerű tervezete (Budapest, 1940)
- Gazdasági növénytani gyakorlatok vezérfonala. 1. rész – Mikroszkópiai vizsgálatok (Budapest, 1941)
- Gazdasági növénytani gyakorlatok vezérfonala. 2. rész – Gazdasági növények alaktana, termésének és magjának vizsgálata (Budapest, 1941)
- Gazdasági növénytan. Sejttan, szövettan és alaktan ismeretei mezőgazdasági hallgatók részére (Budapest, 1943)
- Rendszeres gazdasági növényalaktan (Budapest, 1944)
- Az alkalmazott növénytan alapjai (I–II., Budapest, 1947)
- Örökléstan (társszerzővel, Budapest, 1948)
- Dohánybiológia (Budapest, 1953)
- (Surányi Jánossal): A kukorica. (Magyarország kultúrflórája, Budapest, 1955)
- (Karkovszky Gézával): Csemegekukorica-fajták összehasonlító alaktani és fejlődésélettani vizsgálata. (Budapest, 1959)
- (Bócsa Ivánnal): A kender (Magyarország kultúrflórája, Budapest, 1962)
- (Lelley Jánossal): A búza (Magyarország kultúrflórája, Budapest, 1963)
- Kertészeti növények nemesítése táblázatokban (Budapest, 1964)
- Szántóföldi növények nemesítése táblázatokban (Budapest, 1963)
- (Horváth Lajossal): A répa (Magyarország kultúrflórája, 1964)
- (Simon Tiborral): A komló. (Magyarország kultúrflórája, 1967)
- Pflanzenzüchtung, kurz und bündig (Berlin, 1969)
- Hogyan jöttek létre kultúrnövényeink? (Budapest, 1971)
- (Kiss Bélával): A lencse (Magyarország kultúrflórája, Budapest, 1971)
- A bő termés biológiai alapjai (Budapest, 1974).
- (Szabó Lászlóval és Ács Antallal): A borsó (Magyarország kultúrflórája, Budapest, 1980)

### Cikkei
- A Botanikai szakosztály mint a mezőgazdasági-botanikai alapkutatások ismertetésének fóruma. In: Botanikai Közlemények, 1975. 1. sz., 67-69. oldal
- (Kiss A. Sándorral): A dohány vízellátottsága és nikotintartalma közötti összefüggés és biokémiai magyarázata. In: Botanikai Közlemények, 1975.  2. sz., 113-116. oldal
- A new approach to the formation of gene centres. In: Acta Botanica Hungarica, 1974. 1-2. sz., 103-106. oldal
- (Joyce, C. R. B. és Curry, S. H. munkájával együtt): The Botany and Chemistry of Cannabis. Proceedings of a Conference organized by the Institute for the Study of Drug Dependence at The Ciba Foundation 9-10 April, 1969. J. & A. Churchill, London, 73 figures, 217 pages. In: Acta botanica Hungarica, 1971., 1-2. sz., 285. oldal
- (Galambos Kálmánnal): Gombagyűjtők kiskátéja. Mezőgazdasági Kiadó, Budapest, 1970. 183 old. (16 színes tábla, 23 ábra). In: Botanikai Közlemények, 1971., 4. sz., 228. oldal
- A gyomirtószerek hatása a búzafajták fejlődésére és klimatikus ökológiai viselkedésére. In: Botanikai Közlemények, 1971., 4. sz., 221-227. oldal
- Kiss Á.: Triticale, a homok új gabonája. Mezőgazdasági Kiadó, Budapest, 1968. 180 oldal  In: Botanikai Közlemények, 1970., 1. sz., 30. oldal
- (Szabó Lászlóval): A Phaseoleae-tribusba tartozó kultúrnövényfajták magvai csírázóképességének változása a sok éves tárolás alatt. In: Botanikai közlemények, 1970., 4. sz., 287-290. oldal
- A napraforgó-peronoszpóra kártételének ökológiai vonatkozásai. In: Botanikai Közlemények, 1970., 2. sz., 139-146. oldal
- Adatok hazai lenek ökológiájához. I. In: Botanikai közlemények, 1968., 2. sz., 135-142. oldal
- Őszi árpák csírázásélettani vizsgálata. In: Botanikai Közlemények, 1966., 2. sz., 101-107. oldal
- Termések és osztályozásuk. In: Élővilág, 1965., 1. sz., 3-6. oldal
- A lucerna jelentősége, meghonosodása Európában és nálunk. Hazai rokonfajai. In: Élővilág, 1965., 5. sz., 303-307. oldal
- A sikeres lucernatermesztés alapja: biológiai alkatának ismerete. In: Élővilág, 1965., 6. sz., 355-358. oldal
- A búza és a magyar éghajlat. In: Élővilág, 1964., 4. sz., 42-44. oldal
- Bócsa I. - Investigations into the morphology, flowering and fertilization biology of wild Medicago species. In: Acta botanica Hungarica, 1964., 1-2. sz., 13-26, +1 táblázat. oldal
- (Wellmann Imre és Mesch József munkájával együtt): Száznegyven esztendős búzakalász-lelet. In: Agrártörténeti szemle = Historia rerum rusticarum, 1963., 4. sz., 442-483. oldal
- Ecological and practical relations of the fluctuation in the values of phenological phenomena. In: Acta botanica Hungarica, 1963., 1-2. sz., 95-103. oldal
- (Pál Gyulával): Vizsgálatok tojásgyümölcs (Solanum melongena L.) fajták szerveinek alakulásáról és növekedéséről. In: Botanikai Közlemények, 1963., 4. sz, 147-155. oldal
- (Kovács Sándorral): Fotoperiódusos kezelés utóhatása a komlónál. In: Botanikai Közlemények, 1961., 1-2. sz., 59-63. oldal
- Sortenkundliche Bedeutung des Rispenkragens im Hafer. In: Acta Botanica Hungarica, 1961., 3-4. sz., 377-391. oldal
- (Csatáry-Szűts Kálmánnal): Alaktani és növekedésélettani vizsgálatok borsófajtákkal. In: Botanikai Közlemények, 1960., 3-4. sz., 202-216. oldal
- (Pál Gyulával): Studies on the germination of polyploid sugar beets. In: Acta botanica Hungarica, 1958., 1-2. sz., 145-154. oldal
- (Zsolt Jánossal és Pál Gyulával): Studies of the germination of Hungarian wheat varieties. In: Acta botanica Hungarica, 1957., 3-4. sz., 261-273. oldal
- Dohányrendellenességek. In: Botanikai közlemények, 1956., 3-4. sz., 189-199. oldal
- Adatok a napraforgófajták növekedésélettanához. In: Botanikai közlemények, 1955., 1-2. sz., 45-54. oldal
- Studies in the morphology and physiology of lilac leaves. In: Acta botanica Hungarica, 1954., 1-2. sz., 159-177. oldal
- Adatok elhaló levelek élettanához, különös tekintettel a dohánylevelek törés utáni vízgazdálkodására. In: Botanikai közlemények, 1954., 3-4. sz., 199-213. oldal
- (Tóth Lászlóval): Néhány juharfaj hajtásainak vízfogyasztásával kapcsolatos vizsgálatok eredményei. In: Botanikai közlemények, 1954., 1-2. sz., 21-27. oldal
- (Böjthe Gáborral és Székelyhidy Árpádnéval): A fény és hőmérséklet hatása a kapadohányfajták csírázására. In: A Magyar Tudományos Akadémia Biológiai Tudományok Osztályának közleményei, 1952., 3. sz., 291-315. oldal
- A kajszilevél alakulásának fajtameghatározó jelentősége. In: Borbásia, 1949., 6-10. sz., 131-139. oldal
- Napraforgó-rendellenességek. In: Borbásia, 1944., 7-10. sz., 106-115, +1 tábla. oldal
- Paprika-rendellenességek. In: Botanikai közlemények, 1944., 1-2. sz., 39-43. oldal
- A freiburgi egyetemi növénykert. In: A Természet, 1938., 12. sz., 291-295. oldal

## Emlékezete
- Az Egymásért vagyunk című, 2020-ban megjelent tudománytörténeti összeállításban munkásságára történő visszatekintés jelenik meg.[5]